# HMS Echo (H23)
«Еко» (H23) (англ. HMS Echo (H23), грец. Ναυαρίνον) — військовий корабель, ескадрений міноносець типу «E» Королівських військово-морських флотів Великої Британії та Греції за часів Другої світової війни.
«Еко» був закладений 20 березня 1933 на верфі компанії William Denny and Brothers, Дамбартон. 22 жовтня 1934 увійшов до складу Королівських ВМС Великої Британії.

## Історія
«Еко» був дев'ятим кораблем Королівських ВМС, названим на честь однойменного корабля, захопленого у французів у 1758 році. Перші роки есмінець провів на службі у Середземному морі, аж до 1937 року, брав участь у моніторингу британським флотом ситуації навколо Абіссінської кризи.
У січні 1938 увійшов до складу 5-ї флотилії есмінців Хоум фліт, однак через пожежу на тривалий час був виведений з ладу і перебував у ремонті. У березні 1939 знімався у шпигунському трилері Плани «Q».
З початком Другої світової війни перебував у складі головних сил флоту на Британських островах. Перебував у складі 12-ї флотилії есмінців, виконував завдання з протичовнової оборони та конвоювання у зоні Ла-Маншу та Південно-Західних підходах.
17 вересня 1939 брав участь у рятувальних заходах на місці загибелі британського авіаносця «Корейджес», потопленого неподалік від ірландського узбережжя U-29.
19 листопада 1939 брав участь у рятувальних роботах з пошуку постраждалих моряків вантажного судна «Пенсільва», котре було торпедоване німецьким підводним човном U-49 північніше за мис Ортегаль.
У січні 1940 разом з іншими ескадреними міноносцями флотилії переведений до Скапа-Флоу з метою ескорту мінних загороджувачів і патрулювання навколишніх вод Шотландії. У травні включений до складу сил, що діяли під час Норвезької кампанії. Після поразки британських експедиційних сил на півночі Норвегії, наприкінці травня разом з есмінцями «Ерроу», «Файрдрейк», «Гавлок» та «Ванок» евакуював англійських солдатів із Буде.
З серпня брав участь у ролі корабля ескорту в 1-ій ескадрі мінних загороджувачів, до складу якої входили легкий крейсер «Калькутта», есмінці «Інглефілд», «Берклі» та «Гарт».
Надалі поруч з французькими кораблями залучався до проведення операції «Менейс», атаки на Дакар. Після операції супроводжував пошкоджений лінкор «Барем» до Фрітауна, де перебував до жовтня, виконуючи завдання щодо оборони підступів до морського порту.
21 травня 1941 «Еко» разом з п'ятьма іншими есмінцями включений до складу ескорту лінійного крейсера «Худ» та лінійного корабля «Принц Уельський», що здійснювали пошук та переслідування німецької рейдерської групи з лінкора «Бісмарк» та важкого крейсера «Принц Ойген» у Данській протоці.
25 травня наступного дня після бою у Данській протоці, ескадрений міноносець «Еко» супроводжував пошкоджений у бою «Принц Уельський» до Ісландії.
У липні 1941 корабель виконував завдання з прикриття авіаносного ударного з'єднання «Фьюріос» та «Вікторіос» й крейсерів «Девоншир» і «Саффолк» під час їхнього рейду на Кіркенес та Петсамо.
Із середини серпня був на ремонті та роботах з модернізації на верфях у Північному Вулвічі. 4 листопада 1941 повернувся до строю.
З 8 грудня разом з есмінцем «Ескапада» діяв в охороні крейсера «Единбург», що ескортував арктичний конвой PQ 6 до бухти Кола в Росії. 19 числа транспортні судна прибули до місця призначення, звідки корабель вийшов до Мурманська, супроводжуючи російське вантажне судно. На маршруті конвой був атакований німецькими Ju 88, проте завдяки своєчасній допомозі «Харрікейнів» радянських ВПС, атака була відбита без втрат для союзників.
З Півночі Росії «Еко» вийшов у супроводі конвою QP 4 та прибув до Скапа-Флоу 10 січня 1942 року.
Взимку-навесні 1942 есмінець залучався до протичовнової оборони конвоїв, що курсували між Британськими островами та Ісландією. У березні 1942 входив до складу ескорту групи капітальних кораблів Флоту метрополії: лінійних кораблів «Кінг Джордж V» та «Дюк оф Йорк», лінійного крейсера «Рінаун» і авіаносця «Вікторіос», котрі супроводжували конвої PQ 12 і PQ 13, а у зворотному напрямку QP 8 і QP 9.
У червні корабель був поставлений на поточний ремонт на верфі Гамбер, по завершенню планових робіт 22 серпня «Еко» повернувся до військово-морської бази в Скапа-Флоу і увійшов до складу 8-ї флотилії есмінців.
2 вересня 1942 року супроводжував транспортний конвой до Росії PQ 18. А згодом ескортував арктичні конвої QP 15, JW 51A, JW 52 та інші.
У лютому 1943 ескадрений міноносець пройшов черговий ремонт та 17 червня прибув для проходження служби до Гібралтару. На початку липня разом з іншими кораблями флотилії діяв з Александрії за планом забезпечення операції «Хаскі».
13 липня 1943 за допомогою есмінця «Айлекс» потопив італійську субмарину «Нереїда» на південному сході від Мессінської протоки.
З 14 по 16 вересня залучався разом з лінійними кораблями «Кінг Джордж V» та «Хау» до супроводження італійських лінійних кораблів «Вітторіо Венето» та «Італія» та 4-х крейсерів, що капітулювали, до Александрії задля демілітаризації.
З 16 вересня брав активну участь у окупації Егейських островів під час Додеканеської кампанії.
17 вересня 1943 атакував на пару з «Інтрепід» німецький мисливець за підводними човнами UJ-2104 на рейді Астипалеї, який від отриманих пошкоджень викинувся на берег, й був покинутий командою.
Протягом жовтня-листопада HMS «Еко» виконував завдання з патрулювання в акваторії Егейського моря, супроводжував транспортні судна, здійснював перевезення військ та військового майна й озброєння на острови. 13 листопада рятував матросів британського ескортного міноносця HMS «Далвертон» затопленого німецькими бомбардувальниками Do 217 E-5 із використанням авіаційних керованих бомб Hs 293 поблизу острова Кос. Врятував 109 чоловік.
У грудні 1943 р., після завершення боїв за острів Лерос, повернувся до центральної частини Середземного моря.
22 грудня 1943 корабель був поставлений на ремонт у доки Мальти, по завершенні яких, у квітні 1944 переданий до складу Королівських ВМС Греції з отриманням нової назви RHS «Наварінон» (H 23). До кінця війни виконував завдання в акваторії Середземного моря, у післявоєнний час залишався в лавах військово-морських сил Греції. 8 березня 1956 виведений зі складу грецького флоту та повернений до Королівського ВМФ Великої Британії, де незабаром розібраний на металобрухт.